# Donata Höffer
Donata Höffer (* 29. September 1949 in Berlin) ist eine deutsche Schauspielerin und Sängerin.

## Leben und Wirken

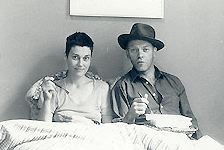
Donata Höffer und Peter Franke 1986 in Hamburg

Nach der Mittleren Reife besuchte sie von 1966 bis 1968 die Max-Reinhardt-Schule für Schauspiel, heute Universität der Künste. Als Pianistin und Violinistin gründete sie 1967 ein Trio, das sich dem Free Jazz widmete; 1968 trat sie auf dem Total Music Meeting mit John McLaughlin, Peter Brötzmann, Peter Kowald und John Stevens auf. Im Jahr 1969 spielte sie bei den Ruhrfestspielen in Recklinghausen als Lena in Leonce und Lena und erhielt im selben Jahr ein bis 1971 andauerndes Engagement an den Wuppertaler Bühnen. Im Mai 1975 stand sie auf Platz 5 der Reserveliste der kommunistischen DKP (S. 10 des kommunalen Wahlprogramms der DKP-Wuppertal). Danach gastierte sie an verschiedenen Theatern, besonders in Berlin. Von 1975 bis 1980 gehörte sie zum Ensemble des Deutschen Schauspielhauses in Hamburg. 1982 und 1984 spielte sie am Bremer Theater, danach trat sie 1985 im Ernst-Deutsch-Theater und dem Thalia Theater auf.
Von Beginn an arbeitete Donata Höffer umfangreich für das Fernsehen und wirkte in mehr als 50 Spielfilmen mit. Sie war zudem an zahlreichen Hörspielen, Features und Hörbüchern beteiligt. Auch als Sängerin betätigte sie sich. Zu ihrem Repertoire gehören die Lieder des Chilenen Víctor Jara, des Griechen Mikis Theodorakis, dessen Canto General sie 1987 unter der Leitung von Irmgard Schleier in Hamburg sang, sowie Vertonungen der Dichter Bertolt Brecht, Walter Mehring und Kurt Tucholsky. Ab 1982 trat sie auch mit eigenen Programmen auf, oft mit ihrem Mann Peter Franke zusammen. In späteren Jahren widmete sie sich zunehmend dem klassischen Repertoire. Sie arbeitete mit dem israelischen Pianisten Yarden Lapid an Liedern von Ludwig van Beethoven, Antonín Dvořák und Johannes Brahms für Konzerte in Jerusalem, Berlin und Hamburg.
Von 1977 bis 1987 war sie mit Norbert A. Friedländer verheiratet, mit dem sie drei Söhne hat. Sie war von 1987 bis 2016 mit dem Schauspieler und Sänger Peter Franke verheiratet. Sie haben eine gemeinsame Tochter. Seit 2010 hat Donata Höffer einen zweiten Wohnsitz in Jerusalem und lebt in Hamburg und Herdwangen-Schönach.

## Filmografie
| - 1968: Ostern (TV) - 1968: Berliner Antigone (TV) - 1968: Die Katze (TV) - 1969: Spaßmacher (TV) - 1971, 1975: Der Kommissar (TV-Serie, zwei Folgen) - 1971: Liebe ist nur ein Wort - 1971: Das provisorische Leben (TV) - 1974: Die Kriegsbraut (TV) - 1974: Zwischenstationen (TV-Serie, eine Folge) - 1975: Spiel zu zweit (TV) - 1976: Partner gesucht (TV-Serie) - 1976: Entscheidungen (TV) - 1977: Unendlich tief unten (TV) - 1977: Stark wie der Tod (TV) - 1978: Unternehmen Rentnerkommune (TV-Serie, 6 Folgen) - 1979: Der kostbare Gast - 1980: Die Reventlow - 1981: Kennwort Schmetterling (TV) | - 1982: Ich fühle was, was Du nicht fühlst (TV) - 1983: Heinrich Heine – Die zweite Vertreibung aus dem Paradies (TV) - 1985: Ein Fall für zwei (TV-Serie, Folge 32: Sechs Richtige) - 1988: Die Beute (TV) - 1991: Verurteilt: Anna Leschek (TV) - 1991: Im Kreis der Lieben - 1992: Gerichtstag (TV) - 1993: Die Umarmung des Wolfes (TV) - 1994: Doppelter Einsatz (TV-Serie, eine Folge) - 1995–1996: girl friends – Freundschaft mit Herz (TV-Serie) - 1995: Polizeiruf 110: Alte Freunde - 1996: Adelheid und ihre Mörder (TV-Serie, eine Folge) - 1998: Fette Welt - 1998: Tatort – Arme Püppi (TV-Reihe) - 1999: Die Männer vom K3 (TV-Serie, eine Folge) - 2007: Der Staatsanwalt (TV-Serie, eine Folge) |

## Hörspiele und Features
- 1977: Edward Albee: Zuhören – Regie Heinz von Cramer (Hörspiel – WDR)
- 1991/92 J.R.R. Tolkien: Der Herr der Ringe – Regie: Bernd Lau (Hörspiel – WDR; SWR)
- 2004: Heinz von Cramer (nach Sonetten von Giuseppe Gioacchino Belli): Jede Seite ist Anfang, jede Seite ist Ende oder Zustände wie im alten Rom – Regie: Heinz von Cramer (Hörspiel – NDR)
- 2005: Sibylle Lewitscharoff: 81 – Regie: Christiane Ohaus (Hörspiel – DKultur/RB)
- 2008: Steffi Mannschatz: Schöner, stiller Gefährte der Nacht (Mondbetrachtungen) – Regie: Nikolai von Koslowski (Feature – MDR)

## Auszeichnungen
- 1969: Lobende Anerkennung bei der Verleihung des Adolf-Grimme-Preises
- 1969: Goldener Bildschirm
- 2006: Deutscher Hörbuchpreis im Bereich „Beste Information“ für Weinen Sie nicht, die gehen nur baden!